# Link 80
Link 80 — ска-панк/ска-кор-группа из Сан-Франциско.

## История
Link 80 образовались в 1993 году. Их стиль нельзя было назвать просто ска-панком, это был скорее панк-рок с духовыми инструментами. Ведь они, в отличие от многих ска-панк-групп, ставили Панк на первый план, а уж потом Ска.

## Ник Трайна
В мае 1995 года на одном из концертов Адам (Adam Pereria — бас-гитарист Link 80) познакомился с Ником Трайной (Nick Traina) и пригласил его в группу. Именно Ник Трайна изменил звучание группы, сделав его феноменальным, не таким как у остальных ска групп тех времён. Его мать — Даниэла Стил (Daniela Still), — знаменитая писательница женских романов, но несмотря на это, Ник не был разбалованным маменькиным сынком.

### 17 Reasons
В 1997 году Link 80 выпускают свой первый альбом 17 Reasons на DIY Лейбле
Asian Man Records. В который вошло 17 песен. Звучание альбома было уникальным, и в этом заслуга Ника Трайны.

### Killing Katie
В 26 августа 1997, за месяц до смерти Ника, выходит EP Killing Kattie. В него вошло восемь студийных треков и три живых песни, записанных в клубе 924 Gilman Street. Сразу после выхода EP’а Ник покидает Link 80 и создаёт свою группу Knowledge, с которой успевает записать последнее Demo…

## Смерть Ника Трайны
Ник Трайна умер 20 сентября 1997 года. Его смерть окутана сплетнями и догадками. СМИ разгласили всем, что он умер от банальной передозировки наркотиков, но его друзья поведали совсем другие факты. Ник был очень болен психически, в пятнадцать лет у него развился маниакально-депрессивный психоз в самой опасной форме (Биполярное аффективное расстройство). Из-за этого он и подсел на наркотики. Ник пытался три раза покончить с собой и, после третьей попытки, он добился того, чего хотел. Анализ показал, что в крови Ника не было героина, зато был обнаружен морфий, а Ник прекрасно знал, что его организм его не воспринимает. Когда он покончил с собой, ему было всего 19 лет. В память о Нике 16 мая 1998 года его мама организовала концерт, в котором приняли участие друзья Ника: Link 80, MU330, The Bruce Lee Band, Powerhouse, The Hoods, Subincision, All Bets Off и The Blast Bandits.
В этом же году выходит её книга «His Bright Light: The Story Of Nick Traina». Также она основала фонд имени Ника Трейны, который помогает людям с психологическими нарушениями.
После смерти Ника на его место приходит Ryan Noble из The Blast Bandits.
В 2000 году они выпускают альбом The Struggle Continues. Звучание сильно изменилось от ска-панка к ска-кору. Выпустив ещё пару сплитов группы Link 80 прекращает своё существование.

## Интересные факты
- Название своё группа взяла от названия дороги, по которой они ездили на репетиции в гараж барабанщика.
- Несмотря на то, что Ник Трайна был наркозависимым, он очень гордился тем, что играет в группе, где все участники (кроме него) — стрейтэйджеры.

## Дискография
- Split 7" w/ Wet-Nap (1995, Wannabe Brothers Records)
- Remember How It Used To Be 7" (1995, Switchblade Records)
- Split 7" w/ Subincision — Rumble At The Tracks (1996, Switchblade

Records)
- 17 Reasons (1997, Asian Man Records)
- Killing Katie (1997, Asian Man Records)
- 23 Reasons" (1997, Tachyon Records)
- The Struggle Continues (2000, Asian Man Records)
- Lifestyles, Textiles & X-Files Split 7" w/ Lesdystics (Tomatohead Records)
- Split CDEP/7" w/ Capdown (Householdname Records)